# Program New Frontiers

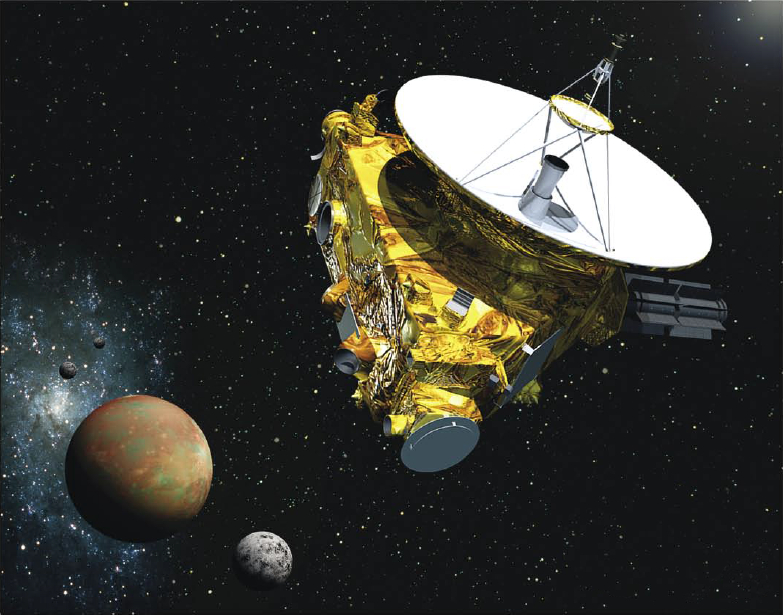
Sonda New Horizons

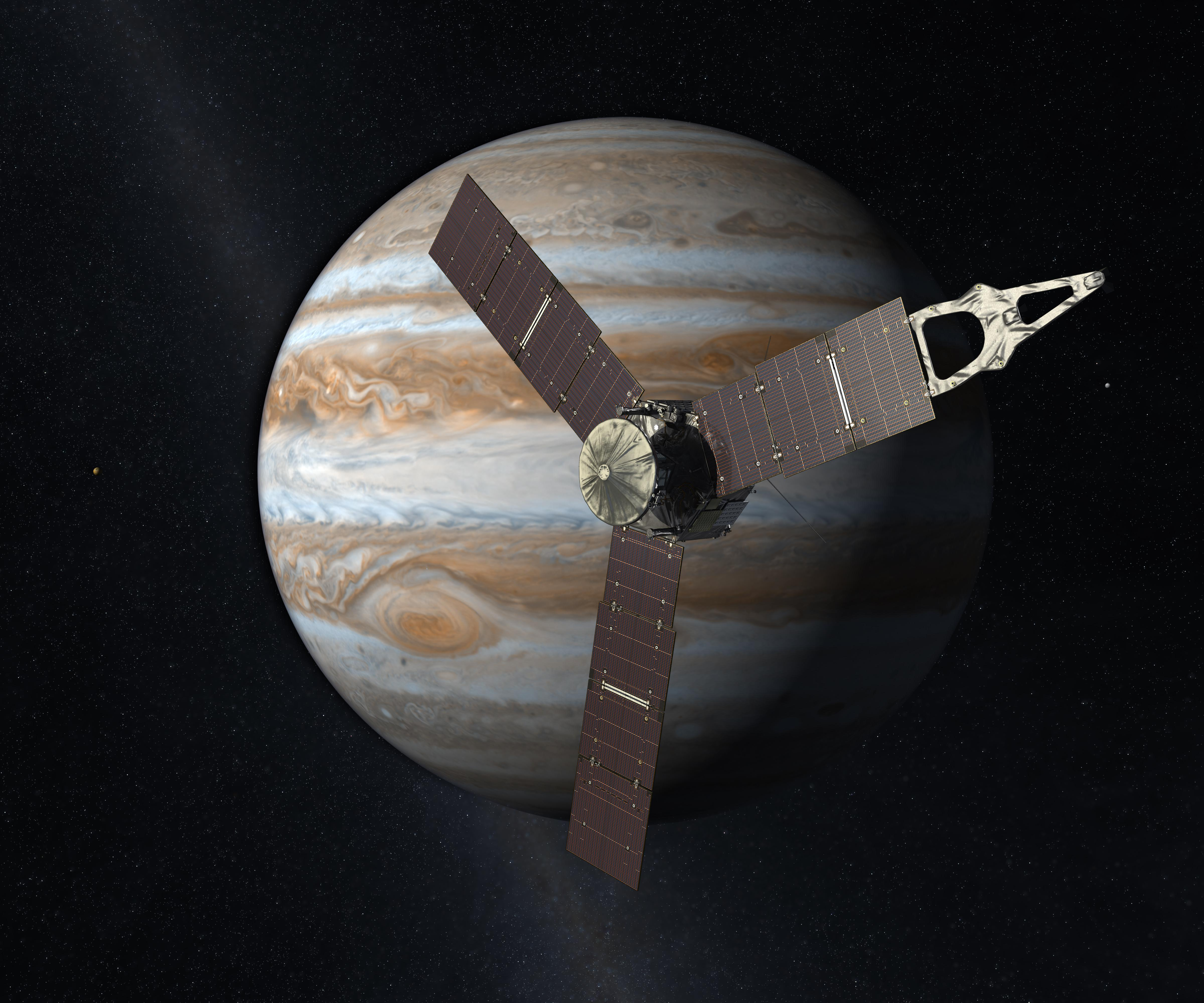
Sonda Juno na orbicie wokół Jowisza

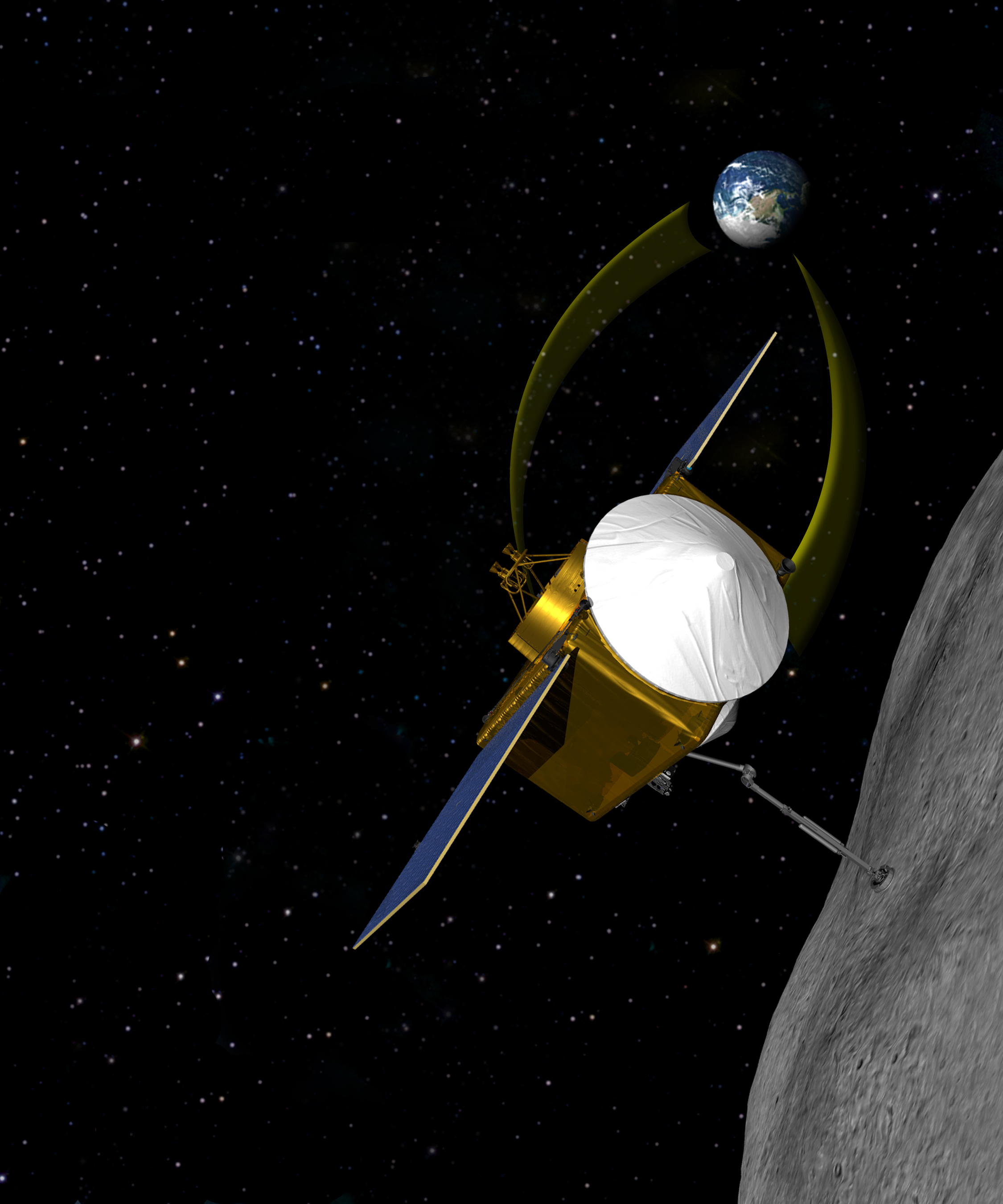
Misja OSIRIS-REx

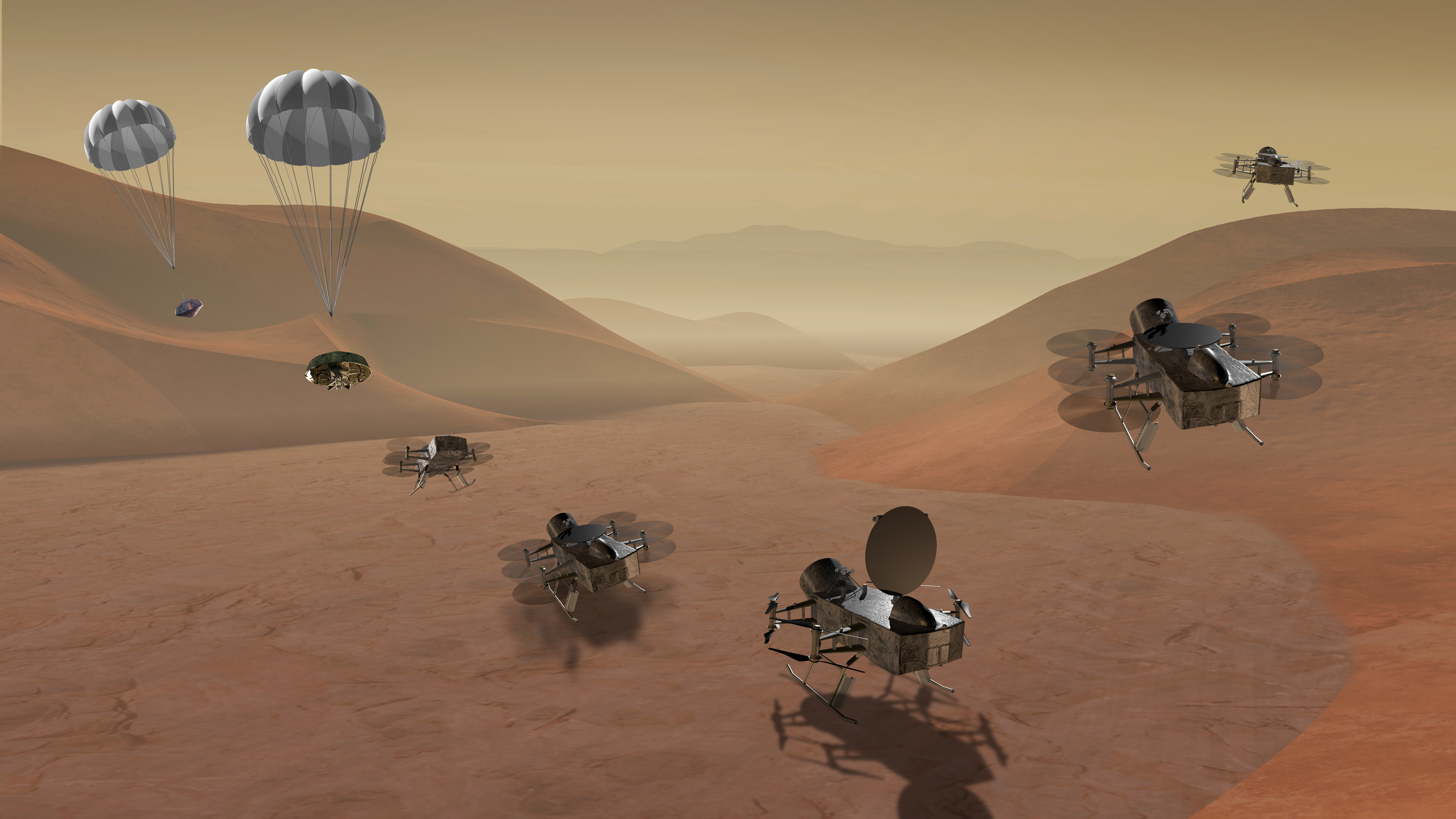
Artystyczna wizja misji Dragonfly

Program New Frontiers (pl. Nowe granice) – amerykański program misji sond kosmicznych zapoczątkowany w 2003 roku przez agencję NASA.
Celem programu jest umożliwienie częstego realizowania misji kosmicznych o wysokiej wartości naukowej przeznaczonych do badania ciał Układu Słonecznego. Wybierane są one na zasadzie konkursu spośród propozycji nadsyłanych przez amerykańskie instytucje naukowe i uniwersyteckie. Za projekt i kierownictwo każdej misji odpowiada główny badacz (Principal Investigator). Całkowity koszt wybranej do realizacji misji, bez kosztu rakiety nośnej, nie może obecnie przekraczać 850 milionów dolarów amerykańskich (według zasad konkursu na misję New Frontiers 4 ogłoszonego w 2016 roku). Koszty te kształtują się pomiędzy mniejszymi misjami sond programu Discovery a dużymi i bardzo kosztownymi misjami programu Flagship.
Wybrane do realizacji misje muszą realizować zadania z określonej wcześniej przez NASA listy. Początkowo były to priorytetowe zadania z przygotowanego w 2002 roku przez National Research Council na zlecenie NASA opracowania New Frontiers in the Solar System: An Integrated Exploration Strategy (pl. Nowe granice w Układzie Słonecznym: zintegrowana strategia eksploracji). Dla konkursu na misję New Frontiers 4 NASA wyznaczyła nową listę możliwych celów.
Dotychczas w ramach programu New Frontiers zrealizowane zostały trzy misje. Konkurs na kolejną, czwartą misję programu, został rozstrzygnięty w czerwcu 2019 roku.

## Realizowane misje

### New Horizons
Misja New Horizons była przygotowywana jeszcze przed zainicjowaniem programu New Frontiers i jako pierwsza została do niego włączona. Zadania misji polegają na wykonaniu badań Plutona, jego księżyca Charona oraz dodatkowo jednego lub dwu ciał pasa Kuipera. Sonda wykona badania składu chemicznego i charakterystyki fizycznej mijanych ciał.
Przebieg misji:
- data startu – 19 stycznia 2006
- przelot obok Jowisza – 28 lutego 2007
- przelot obok Plutona i Charona – 14 lipca 2015
- przelot obok obiektu pasa Kuipera (486958) Arrokoth – 1 stycznia 2019.

### Juno
Misja Juno została wybrana do realizacji w konkursie rozstrzygniętym w czerwcu 2005 roku. Sonda ma wejść na orbitę wokół Jowisza. Zadania misji obejmują zbadanie, czy Jowisz posiada lodowo-kamienne jądro, określenie zawartości wody i amoniaku w atmosferze planety, badanie konwekcji i profili wiatrów głęboko w atmosferze, określenie pochodzenia jowiszowego pola magnetycznego oraz badanie obszarów biegunowych magnetosfery planety.
Przebieg misji:
- data startu – 5 sierpnia 2011
- wejście na orbitę wokół Jowisza – 5 lipca 2016

### OSIRIS-REx
W kwietniu 2009 roku został ogłoszony konkurs na trzecią misję programu New Frontiers. W maju 2011 roku do realizacji wybrano misję OSIRIS-REx. Sonda wykona badania planetoidy (101955) Bennu i pobierze próbki gruntu, które dostarczy na Ziemię. Koszt misji, bez kosztu rakiety nośnej, został ograniczony do 800 mln USD.
Przebieg misji:
- data startu – 8 września 2016
- dotarcie w pobliże (101955) Bennu – listopad 2018
- planowany powrót z próbkami gruntu na Ziemię – 24 września 2023

## Planowane misje

### Dragonfly
Konkurs na czwartą misję programu New Frontiers został ogłoszony w grudniu 2016 roku. Koszt misji, bez kosztu rakiety nośnej, został ograniczony do 850 mln USD. Lista możliwych propozycji została ograniczona do sześciu celów: sprowadzenie próbek gruntu kometarnego, sprowadzenie próbek gruntu z basenu księżycowego Biegun Południowy – Aitken, światy z oceanami (Tytan lub Enceladus), próbnik atmosferyczny Saturna, planetoidy trojańskie oraz lądownik na Wenus. W grudniu 2017 roku do dalszej analizy wybrano dwie propozycje: lądownik o konstrukcji wiropłata badający powierzchnię Tytana (Dragonfly) oraz sprowadzenie próbek gruntu z komety 67P/Czuriumow-Gierasimienko (CAESAR). Wynik konkursu ogłoszono 27 czerwca 2019 roku. Do realizacji wybrano misję Dragonfly.
Planowany przebieg misji:
- data startu – 2027
- lądowanie na powierzchni Tytana – 2034
- czas misji na Tytanie - 2,5 roku, przebyty dystans około 175 km